# Гуманитарная география (альманах)
«Гуманита́рная геогра́фия» — ежегодный научный и культурно-просветительский альманах, выходивший в Москве с 2004 по 2010 год.

## Общие сведения
С 2004 по 2010 гг. вышло семь выпусков альманаха, в том числе в 2009 году — специальный выпуск «Россия: воображение пространства / пространство воображения».
В альманахе публиковались материалы, принадлежащие к междисциплинарной области знания — гуманитарной географии. Широкий междисциплинарный подход позволял также включать в состав альманаха публикации по культурной и социальной географии, культурному ландшафтоведению, теоретической географии, культурологии, философии культуры, социологии культуры, города и пространства, градоведению, антропологии и этнографии, семиотике пространства и города и др.
Помимо научных статей, в альманахе публиковались материалы прикладных исследований и проектов, эссеистика и дневники путешествий, рецензии на книги и прошедшие научные мероприятия.
Альманах почти не имел общественного резонанса, поскольку выходил маленькими тиражами и не поступал в свободную продажу (исключением был только специальный выпуск). Бо́льшая часть статей альманаха так и не появилась на электронных носителях и в Интернете. В то же время альманах пользовался известной популярностью в научной гуманитарной и литературной среде, о чём свидетельствует уже один список авторов, включающий крупных учёных-гуманитариев и эссеистов.

## Авторы
Сведения об авторах даны на момент их последней публикации в альманахе
- Абашев Владимир Васильевич — профессор, заведующий кафедрой журналистики филологического факультета Пермского государственного университета, доктор филологических наук. — Специальный выпуск.
- Абдулова Ирина Тагировна — научный сотрудник АНО «Центр независимых социальных исследований и образования» (Иркутск). — Выпуск 3.
- Амоголонова Дарима Дашиевна — старший научный сотрудник Института монголоведения, буддологии и тибетологии Сибирского отделения РАН (Улан-Удэ), кандидат философских наук, доцент. — Выпуск 3, специальный выпуск.
- Андреева Евгения Доновна — заведующий сектором живой традиционной культуры Российского научно-исследовательского института культурного и природного наследия имени Д. С. Лихачёва. — Выпуск 2.
- Анисимов Кирилл Владиславович — профессор Сибирского федерального университета (Красноярск), доктор филологических наук. — Выпуск 6.
- Балдин Андрей Николаевич — эссеист, художник, архитектор, главный редактор «Путевого журнала». — Выпуски 1, 3, специальный выпуск, 6.
- Барон Ник (англ. Nick Baron) — доцент (associate professor) Школы истории Университета Ноттингема (Великобритания). — Специальный выпуск.
- Бассин Марк (англ. Mark Bassin) — профессор школы географии Университета Бирмингема (Великобритания). — Специальный выпуск.
- Белоусов Сергей Львович — старший научный сотрудник сектора гуманитарной географии Российского научно-исследовательского института культурного и природного наследия им. Д. С. Лихачёва, кандидат искусствоведения. — Выпуски 2, 5.
- Вахрушев Владимир Серафимович — профессор Балашовского филиала Саратовского государственного университета имени Н. Г. Чернышевского, доктор филологических наук. — Выпуск 5.
- Веденин Юрий Александрович — директор Российского научно-исследовательского института культурного и природного наследия имени Д. С. Лихачёва, доктор географических наук, профессор. — Специальный выпуск.
- Галкина Тамара Артаковна — старший научный сотрудник Института географии РАН, кандидат географических наук. — Выпуски 1, 2.
- Герасименко Татьяна — Выпуск 4.
- Глушкова Ирина Петровна — ведущий научный сотрудник Института востоковедения РАН, кандидат филологических наук. — Выпуск 5.
- Гомбоев Баир Цыремпилович — старший научный сотрудник сектора правовых проблем управления культурными ландшафтами Российского научно-исследовательского института культурного и природного наследия имени Д. С. Лихачёва, кандидат географических наук. — Выпуск 4
- Горелова Юлия Робертовна — старший научный сотрудник Сибирского филиала Российского института культурологии (Омск), кандидат исторических наук. — Выпуск 6
- Груздов Евгений Владимирович — старший научный сотрудник Городского музея «Искусство Омска». — Выпуски 5, 6.
- Дайс Екатерина Александровна — аспирант факультета истории искусств Российского государственного гуманитарного университета. — Выпуск 2.
- Дахин Андрей Васильевич — профессор кафедры философии и политологии Нижегородского архитектурно-строительного университета, доктор философских наук. — Выпуски 2, 5.
- Замятин Алексей Николаевич — выпускник географического факультета Московского государственного университета имени М. В. Ломоносова. — Выпуски 2, 5.
- Замятин Дмитрий Николаевич — заведующий сектором гуманитарной географии Российского научно-исследовательского института культурного и прироодного наследия имени Д. С. Лихачёва, доктор культурологии, кандидат географических наук. — Выпуски 1, 2, 3, 4, 5, специальный выпуск, 6.
- Замятина Надежда Юрьевна — старший преподаватель географического факультета Московского государственного университета имени М. В. Ломоносова, старший научный сотрудник сектора гуманитарной географии Российского научно-исследовательского института культурного и природного наследия имени Д. С. Лихачёва, кандидат географических наук. — Выпуски 1, 2, 3, 5, специальный выпуск, 6.
- Или Кристофер (англ. Christopher Ely) — доцент (associate professor) Атлантического университета Флориды. — Специальный выпуск.
- Каганский Владимир Леопольдович — научный сотрудник Института географии РАН. — Выпуски 2, 5, 6.
- Казари Розанна (итал. Rosanna Casari) — профессор Государственного университета Бергамо (Италия). — Специальный выпуск.
- Калуцков Владимир Николаевич — ведущий научный сотрудник географического факультета Московского государственного университета имени М. В. Ломоносова, старший научный сотрудник сектора комплексных программ охраны и использования культурного и природного наследия Российского научно-исследовательского института культурного и природного наследия имени Д. С. Лихачёва, председатель комиссии по культурной географии Русского географического общества, доктор географических наук. — Выпуски 1, 2, 6.
- Кламм Валерий Вильгельмович — фотограф, литератор, президент фонда «Фототекст» и фонда Юрия Кондратюка (Новосибирск). — Выпуски 2, 5.
- Климанова Оксана Александровна — старший научный сотрудник географического факультета Московского государственного университета имени М. В. Ломоносова, кандидат географических наук. — Выпуск 3.
- Корандей Фёдор Сергеевич — старший преподаватель кафедры археологии, истории Древнего мира и Средних веков Института истории и политических наук Тюменского государственного университета. — Выпуск 6
- Красовская Татьяна Михайловна — старший научный сотрудник географического факультета Московского государственного университета имени М. В. Ломоносова, соруководитель междисциплинарного научного семинара «Культурный ландшафт» географического факультета МГУ, кандидат географических наук. — Выпуск 1.
- Крылов Михаил Петрович — старший научный сотрудник сектора гуманитарной географии Российского научно-исследовательского института культурного и природного наследия имени Д. С. Лихачёва, кандидат географических наук. — Выпуски 1, 2, 3.
- Куклина Вера Владимировна — научный сотрудник Института географии имени В. Б. Сочавы Сибирского отделения РАН и Центра независимых социальных исследований и образования (Иркутск), кандидат географических наук. — Выпуск 3, специальный выпуск.
- Лаврёнова Ольга Александровна — ведущий научный сотрудник сектора гуманитарной географии Российского научно-исследовательского института культурного и природного наследия имени Д. С. Лихачёва, кандидат географических наук. — Выпуски 1, 2, 5, специальный выпуск, 6.
- Литовская Мария Аркадьевна — профессор Уральского государственного университета (Екатеринбург), доктор филологических наук. — Выпуск 6.
- Люсый Александр Павлович — старший научный сотрудник Российского научно-исследовательского института культурного и природного наследия имени Д. С. Лихачёва, кандидат культурологии. — Выпуск 6.
- Макаров Игорь Вячеславович — научный сотрудник сектора археологического наследия Российского научно-исследовательского института культурного и природного наследия имени Д. С. Лихачёва. — Выпуск 3.
- Макарычев Андрей Станиславович — профессор кафедры международных отношений и политологии Нижегородского государственного лингвистического университета имени Н. А. Добролюбова, доктор исторических наук. — Выпуски 2, 3, 5.
- МакКеннон Джон (англ. John McCannon) — доцент (associate professor) исторического факультета Университета Саскачевана (Канада). — Специальный выпуск.
- Меерович Марк Григорьевич — профессор Иркутского государственного технического университета, действительный член Международной академии наук о природе и обществе, советник Российской академии архитектуры и строительных наук, профессор Международной академии архитектуры, кандидат архитектуры. — Выпуск 2.
- Мещеряков Александр Николаевич — профессор Института восточных культур и античности РГГУ, доктор исторических наук. — Выпуск 4.
- Митин Иван Игоревич — старший научный сотрудник сектора гуманитарной географии Российского научно-исследовательского института культурного и природного наследия им. Д. С. Лихачёва, кандидат географических наук. — Выпуски 1, 2, 3, 5, специальный выпуск, 6.
- Мысливцева Анна — Выпуск 4.
- Мысливцева Галина — Выпуск 4.
- Окара Андрей Николаевич — доцент Российской академии государственной службы при Президенте РФ, кандидат юридических наук. — Выпуск 1.
- Павлов Кирилл Александрович — научный сотрудник сектора гуманитарной географии Российского научно-исследовательского института культурного и природного наследия имени Д. С. Лихачёва. — Выпуски 2, 5, 6.
- Павлюк Семён Геннадьевич — научный сотрудник географического факультета Московского государственного университета имени М. В. Ломоносова, кандидат географических наук. — Выпуск 5.
- Перси Уго (итал. Ugo Persi) — профессор Государственного университета Бергамо (Италия). — Специальный выпуск.
- Пименова Раиса Андреевна — старший научный сотрудник географического факультета Московского государственного университета имени М. В. Ломоносова, кандидат географических наук. — Выпуск 6.
- Полонский Андрей Васильевич — профессор кафедры языка и стиля массовых коммуникаций Белгородского государственного университета, доктор филологических наук. — Специальный выпуск.
- Рахматуллин Рустам Эврикович — эссеист, москвовед, преподаватель Института журналистики и литературного творчества (ИЖЛТ) при «Литературной газете». — Выпуски 1, 2.
- Родоман Борис Борисович — ведущий научный сотрудник сектора гуманитарной географии Российского научно-исследовательского института культурного и природного наследия имени Д. С. Лихачёва, доктор географических наук. — Выпуски 2, 4, 5, 6.
- Саксон Виктор Борисович — выпускник географического факультета Московского государственного университета имени М. В. Ломоносова. — Выпуск 1.
- Свешников Антон Вадимович — доцент кафедры всеобщей истории Омского государственного университета, кандидат исторических наук. — Выпуски 5, 6.
- Свирида Инесса Ильинична — ведущий научный сотрудник Института славяноведения РАН, доктор исторических наук. — Специальный выпуск.
- Семёнова Тамара Юрьевна — старший научный сотрудник Российского научно-исследовательского института культурного и природного наследия имени Д. С. Лихачёва. — Выпуск 6.
- Сересова Ульяна Игоревна — старший преподаватель ГОУ ВПО Московской области «Академия социального управления», кандидат политических наук. — Специальный выпуск.
- Сидоров Дмитрий Александрович — доцент (associate professor) Государственного университета Калифорнии в Лонг-Бич (США). — Специальный выпуск.
- Скрынникова Татьяна Дмитриевна — главный научный сотрудник Института монголоведения, буддологии и тибетологии Сибирского отделения РАН (Улан-Удэ), доктор исторических наук. — Выпуск 2, специальный выпуск.
- Смирнов Сергей Анатольевич — выпускник географического факультета Московского государственного университета имени М. В. Ломоносова. — Выпуск 1.
- Смирнягин Леонид Викторович — доцент географического факультета Московского государственного университета имени М. В. Ломоносова, член Научного совета Московского фонда Карнеги, кандидат географических наук. — Выпуск 1.
- Соболева Ольга Владимировна — старший преподаватель кафедры иностранных языков, лингвистики и межкультурной коммуникации Пермского государственного технического университета. — Специальный выпуск.
- Содномпилова Марина — старший научный сотрудник Института монголоведения, буддистики и тибетологии СО РАН (Улан-Удэ), кандидат исторических наук. — Выпуск 2.
- Созина Елена Константиновна — заведующая сектором русской литературы Института истории и археологии УрО РАН, профессор Уральского государственного университета (Екатеринбург), доктор филологических наук. — Выпуск 6.
- Соколов Борис Михайлович — доцент факультета истории искусств Российского государственного гуманитарного университета, доктор искусствоведения. — Выпуски 2, 3.
- Соколова Александра Александровна — доцент Ленинградского государственного университета имени А. С. Пушкина, кандидат географических наук. — Выпуски 2, 3, 5, специальный выпуск, 6.
- Сорокин Игорь Владимирович — аспирант Российского государственного гуманитарного университета, бывший заведующий филиалом Саратовского государственного художественного музея имени А. Н. Радищева «Дом-музей Павла Кузнецова». — Выпуски 2, 4, 5, 6.
- Стародубцева Лидия — доктор философских наук (г. Харьков). — Выпуск 3.
- Стрелецкий Владимир Николаевич — старший научный сотрудник Института географии РАН, член редакционной коллегии журнала «Известия РАН. Серия географическая», председатель редакционной коллегии издания «Вестник исторической географии», кандидат географических наук. — Выпуски 1, 2, 6.
- Теребихин Николай Михайлович — директор Центра сравнительного религиоведения и этносемиотики Поморского государственного университета имени М. В. Ломоносова (Архангельск), профессор кафедры культурологии и религиоведения, доктор философских наук. — Специальный выпуск.
- Туровский Ростислав Феликсович — старший научный сотрудник сектора гуманитарной географии Российского научно-исследовательского института культурного и природного наследия имени Д. С. Лихачёва, доцент кафедры публичной политики Государственного университета — Высшей школы экономики, доктор политических наук. — Выпуски 1, 3, 6.
- Тхуго Ирина Леонидовна — старший научный сотрудник сектора гуманитарной географии Российского научно-исследовательского института культурного и природного наследия имени Д. С. Лихачёва. — Выпуск 3.
- Тютюнник Юлиан Геннадиевич — профессор Открытого международного университета развития человека «Украина» (Киев), доктор географических наук. — Специальный выпуск, 6.
- Тяжов Алексей — Выпуск 4
- Умрюхина Наталья — аспирант Института мировой литературы РАН. — Выпуск 3.
- Флоренская Ольга Андреевна — художник. — Выпуск 3.
- Флоренский Александр Олегович — художник. — Выпуск 3.
- Чихичин Василий Васильевич — доцент кафедры экономической, социальной и политической географии Ставропольского государственного университета, кандидат географических наук. — Выпуск 2, 6.
- Шадрина Ольга Николаевна — доцент кафедры регионоведения Поморского государственного университета имени М. В. Ломоносова (Архангельск), кандидат философских наук. — Выпуск 6.
- Шарлин Шифра (англ. Shifra Sharlin) — преподаватель Университета Висконсина в Мэдисоне (США). — Специальный выпуск.
- Ширгазин Олег Рашитович — старший научный сотрудник Российского научно-исследовательского института культурного и природного наследия им. Д. С. Лихачёва, кандидат географических наук. — Выпуск 1.
- Шульгин Павел Матвеевич — заведующий сектором комплексных региональных программ охраны и использования культурного и природного наследия Российского научно-исследовательского института культурного и природного наследия им. Д. С. Лихачёва, заместитель директора по научной работе, кандидат экономических наук. — Выпуск 4.
- Щукин Василий Георгиевич — ординарный профессор кафедры русской литературы Средневековья и Нового времени Института восточнославянской филологии Ягеллонского университета (Краков, Польша), доктор филологических наук. — Специальный выпуск, 6.
- Шуников Владимир Леонтьевич — аспирант Института филологии и истории Российского государственного гуманитарного университета. — Выпуск 3.
- Шупер Вячеслав Александрович — доктор географических наук, ведущий научный сотрудник Института географии РАН, профессор Российского университета дружбы народов. — Выпуск 1.
- Яблоков Евгений Александрович — профессор, доктор филологических наук (г. Москва). — Выпуски 1, 2, специальный выпуск.
- Яковенко Игорь Григорьевич — профессор Российского государственного гуманитарного университета, главный научный сотрудник Института социологии РАН, доктор философских наук. — Выпуск 1, специальный выпуск.

## Редакционная коллегия
В редакционную коллегию выпуска 1 вошли: Д. Н. Замятин (главный редактор), А. И. Алексеев, Ю. А. Веденин, В. Н. Калуцков, В. А. Колосов, О. А. Лаврёнова, Н. С. Мироненко, Р. Э. Рахматуллин, В. Н. Стрелецкий, Р. Ф. Туровский.
В редакционной коллегии выпуска 2 произошло незначительное изменение: Д. Н. Замятин обозначен как председатель. Также в редакционную коллегию вошёл учёный секретарь И. И. Митин.
Со 2-го по 5-й выпуск редакционная коллегия имела следующий вид: Д. Н. Замятин (председатель), А. И. Алексеев, Ю. А. Веденин, В. Н. Калуцков, В. А. Колосов, О. А. Лаврёнова, Н. С. Мироненко, И. И. Митин (учёный секретарь), Р. Э. Рахматуллин, В. Н. Стрелецкий, Р. Ф. Туровский.
В 6-м выпуске в составе редакционной коллегии произошли небольшие изменения, и помимо тех же членов в неё были включены Н. Ю. Замятина, Б. Б. Родоман и Ю. Г. Тютюнник.